# Moxy (Band)
Moxy ist eine kanadische Hard-Rock-Band. Sie wurde 1974 in Toronto von ehemaligen Mitgliedern der Gruppe Leigh Ashford gegründet.

## Geschichte
Als die in der Torontoer Musikszene herumgekommenen Musiker Earl Johnson (Gitarre), Douglas „Buzz“ Shearman (Gesang), Kim Frased (Bass), der bald durch Terry Juric (Bass) ersetzt wurde, und Billy Wade (Schlagzeug) 1974 zusammenfanden, hieß die Gruppe noch Leigh Ashord. Weil alle dort eingetreten waren und somit der Name vorgegeben war, lag die Idee nahe, einen Namenswechsel vorzunehmen. Der gewählte Ausdruck „Moxy“ ist hebräisch und bedeutet so viel wie „männlicher Schneid und Härte“. Er stammt von der jüdischen Freundin Johnsons, die bei ihrer Meinungsäußerung zur Band das vulgäre „balls“ vermeiden wollte. In der Tradition von Leigh Ashord wurden Auftritte in Bars und Kneipen angenommen.
Beim Label Yorkville Records veröffentlichte Moxy noch im selben Jahr die Single Can’t You See I’m a Star. Die Radioeinsätze sowie der Bekanntheitsgrad von Buzz Shearman bewogen die kanadische Dependance des Majorlabels Polydor, der Band einen Plattenvertrag anzubieten. Abgeschlossen wurde er im Dezember 1974. Zu Albumaufnahmen flog die Band für zwei Wochen nach Los Angeles. Gebucht war das Sound City Studio im Stadtteil Van Nuys. Dort kriegte sich Earl Johnson mit dem Produzenten Mark Smith während seiner Soli-Einspielungen in die Haare und wurde aus dem Studio hinausgeworfen. Der Manager Roland Paquin kannte Tommy Bolin, den vormaligen Leadgitarristen der James Gang und Nachfolger von Ritchie Blackmore bei Deep Purple, der im Nachbarstudio aufnahm, und bat ihn, die Solo-Lücken zu füllen. Bolin griff nicht in die Arrangements ein, sondern spielte einfach nur die Solopassagen ein. Für einen Titel holte er seinen Keyboarder Tom Stephensen hinzu. Zurück in Toronto, suchte und fand man einen zweiten Gitarristen. Auch er, Buddy Caine sein Name, hatte früher bereits mit Musikern seiner jetzigen Band zusammen gespielt. Das schlicht Moxy betitelte Album erschien 1975, ebenso die Auskopplung daraus, Fantasy. Diese Single wie auch die nachgeschobene Sail on Sail Away rangierten hoch in der Hörergunst in Texas. Bewerkstelligt hatte dies Joe Anthony, der „Godfather of Rock“ der KISS-FM-Radiostation in San Antonio, weil er die LP oft ganz durchlaufen ließ. Er begünstigte damit auch, dass die Band am 27. Juli 1977 ihren ersten Auftritt als Headliner in den USA absolvieren konnte – und zwar mit AC/DC als Vorgruppe.
Zuvor erschienen noch zwei Alben. Darauf spielt Caine jeweils die Rhythmusgitarre; seine Nennung auf Moxy dagegen ist irreführend. Die Band hatte mit Polydor of Canada einen neuen Vertrag ausgehandelt und mit Mercury Records einen für den weltweiten Vertrieb. Deshalb war Moxy für die meisten Interessenten außerhalb Kanadas erst 1976 erhältlich und das Nachfolgealbum Moxy II, das in der Heimatstadt Toronto im Sound Stage Studio unter der Leitung von Aerosmith-Produzent Jack Douglas aufgenommen worden war, erschien bereits einige Wochen später. Ridin' High, aufgenommen im Sounds Interchange in Toronto, wurde 1977 veröffentlicht und hatte intensives Touren zur Folge, beispielsweise war Moxy mit Boston, ein andermal mit Black Sabbath unterwegs. Die Erfolgsbilanz ist Auslegungssache, weshalb es Stimmen gibt, die mit Blick auf die regionale Resonanz von Erfolg sprechen (neben Texas war auch Toronto eine Hochburg mit ausverkauften Headliner-Konzerten), während der überregionale Blick bilanziert, Moxy sei unbeachtet geblieben. Für das Juno-Award-Vorschlagsgremium war der der Band zuteil gewordene Publikumszuspruch und die musikalische Qualität ausreichend, um sie 1977 auf die Nominierungsliste der Rubrik „Most Promising Group of the Year“ zu setzen.
Das zermürbende Tourleben, das die meisten Bandmitglieder auch schon vor ihrer Moxy-Zeit durchgemacht hatten, forderte Ende 1977 seinen Tribut, indem es neben allgemeinem Ausgelaugtsein und Konflikte heraufbeschwörender Gereiztheit Shearman obendrein noch Stimmbandprobleme bescherte, sodass der Tontechniker Brian Maxim, der auch Sänger ist, die hohen Töne an Shearmans Stelle am Bühnenrand singen musste. Wade war schon im März ausgestiegen und durch Danny Bilan ersetzt worden. Am Ende des Tourstresses mit all den Unbilden, mit denen eine Vorgruppe zu kämpfen hat, und in diesem Fall zusätzlich mit Alkoholexzessen, zog sich auch Shearman zurück. Zum Zeitpunkt der nächsten Studioarbeit gehörte Michael Rynoski (später bei Loverboy unter dem Pseudonym Mike Reno bekannt geworden) der Band an. Eine Kurzzeitbekannte von Johnson hatte selbigem von einem guten Sänger erzählt und ihm auch gleich eine Hörprobe auf Compact Cassette ausgehändigt. Da sich in der Szene in Toronto kein geeigneter Ersatz für Shearman hatte finden lassen, probierte man nun den unbekannten Rynoski aus. Die Musik auf dem im Frühjahr 1978 veröffentlichten Album Under the Lights wurde als weichgespült empfunden. Es verprellte viele Fans. Johnson war selbst nicht zufrieden mit dem Ergebnis. Derart softe Lieder könne man unmöglich live vortragen, war seine Meinung. Moxy war damit fürs Erste abgemeldet und die Mitglieder zerstoben in alle Richtungen, zum Teil ganz aus dem Musikgeschäft hinaus.
Buzz Shearman hatte inzwischen eine Band namens Buzzsaw ins Leben gerufen. Im März 1980 war er im Gespräch, für den verstorbenen Bon Scott bei AC/DC einzuspringen, aber die Aussicht auf noch ausgedehntere Tourneen und damit verbundene Gefahren für seine Stimmbänder, ließen das nicht sinnvoll erscheinen. Johnson nahm eine Arbeitsstelle in der Tonträgerindustrie im Bereich Vertrieb an und spielte nebenher Blues. Caine arbeitete in der Stadtverwaltung Toronto. Juric kurierte seine Gesundheitsprobleme aus. Billy Wade wanderte von Band zu Band, darunter 1982 in die von Lee Aaron. Danny Bilan wurde von Reckless aufgenommen. Ende 1982 kamen drei Moxy-Musiker in Lee Aarons Band zusammen, nämlich Wade, der ihr schon angehörte, Shearman, der seine eigene Band aufgelöst hatte, sowie Gitarrist Earl Johnson. Die LP The Lee Aaron Project, auf der sie zu hören sind (und mitkomponiert hatten) verzeichnete ein breiteres Interesse als es Moxy je zuteilgeworden war. Immerhin wurde der Name Moxy noch einmal kräftig in Erinnerung gerufen, weil das Lee-Aaron-Cover einen mit einem Moxy-Aufkleber verzierten Keyboardkoffer zeigt. Von Zeit zu Zeit spielten die Musiker mit dem Gedanken an eine Reunion und probierten es tatsächlich, wieder einen Fuß in die Metal-Tür zu bekommen, jedoch erfolglos. Eine solche Formation bestand beispielsweise aus Shearman, Caine, Juric, Bilan und den beiden neuen Gitarristen Woody West und Doug MacAskill. 1983 hätten bessere Chancen bestanden, weil die New Wave of British Heavy Metal Nordamerika erfasste. Doch Shearman verunglückte am 16. Juni mit seinem Motorrad nördlich von Toronto tödlich. Es gab zwar ein Benefizkonzert für seine Witwe und seinen Sohn, aber die verbliebenen vier Kernmitglieder schlossen angesichts des Verlustes ein Weitermachen aus. Was sie noch unternahmen, war, eine Tribute-to-Buzz-Shearman-Platte aus Liedern der ersten beiden LPs und unveröffentlichten, 1976 im kalifornischen Aufnahmestudio live eingespielten Stücken zusammenzustellen. Das Album erschien im Juni 1984. Kurz danach machte das Gerücht die Runde, Johnson habe eine neue Moxy-Mannschaft aufgestellt. Deren Besetzung wechselte häufig und über längere Strecken war die Gruppe inaktiv.
1995 erschien bei Pacemaker Records die Kompilation Self Destruction mit den besten Songs aus den ersten drei Alben nebst dem von der Buddy Caine Band im Gedenken an Buzz Shearman geschriebenen Feed The Fire. 2000 trafen sich Johnson, Caine und das langjährige Crew-Mitglied mit Aushilfssänger-Funktion bei Moxy und regulärer Gesangstätigkeit bei Voodoo, Brian „Max “Maxim, im Heimstudio von Bill Wade, um ein „richtiges“ Album einzuspielen. Das selbstproduzierte Album erhielt den Namen Moxy V und erschien zwischen 2000 und 2002 zu unterschiedlichen Zeitpunkten in den verschiedenen Ländern beziehungsweise als Wiederveröffentlichung. Den späteren Versionen konnten noch Bonuslieder beigefügt werden, an denen jedoch die neuen Mitglieder Jim Samson am Bass und Kim Hunt am Schlagzeug beteiligt waren. Trauriger Grund dafür war der Krebstod von Wade am 27. Juli 2001. Das Livealbum Raw wurde 2002 veröffentlicht. Ein Jahr danach verabschiedete sich Brian Maxim und Alex Machim übernahm ab 2004 den Sängerposten.
2008 lautete die Besetzung: Earl Johnson (Gitarre), Russ Graham (Ex-Killer Dwarfs, Gesang), Jim Samson (Bass) und Kim Hunt (Schlagzeug). Im Jahr 2014 hatte sie sich dergestalt verändert: Earl Johnson (Gitarre), Rob Robbins (Gitarre), Nick Walsh (Hauptband: Famous Underground, Gesang), Alexis Von Kraven (Schlagzeug), Oscar Anesetti (Bass). Und 2015, dem Jahr, in dem es eine aus drei Discs bestehende Jubiläums-Kompilation gab, bestand die Band aus: Earl Johnson (Gitarre), Rob Robbins (Gitarre), Nick Walsh (Gesang), Andy Narsingh (Bass) und Alexis Von Kraven (Schlagzeug). Die neu eingespielten Bandklassiker erhielten ein moderneres Arrangement und einen besseren Klang durch weiterentwickelte Produktionstechnik.

## Stil
Es fand die Phrase Verbreitung, Moxy sei das „Led Zeppelin Kanadas“. Ferner gibt die Band auf ihrer Homepage an, sie sei anfangs mit Aerosmith, Rush und Deep Purple verglichen worden.
Für die beiden Allmusic-Redakteure John Bush und Keith Pettipas handelt es sich um Hard Rock. Der langjährige Kerrang!-Mitarbeiter Paul Suter beschrieb Moxy in seinem Buch HM A–Z als „feurige, kraftvolle Metal-Band“ und verglich sie mit Led Zeppelin, Bad Company und Robin Trower.
Auf das Album Moxy V bezogen, analysierte Andreas Schöwe im Metal Hammer: „Hippieske Mischung aus alten Deep Purple der Mark-I-Ära, Blues-Einflüssen der Marke Trapeze oder Free, poppige Nuancen à la Rainbow zur Graham Bonnet-Ära und klassischem US-Hard Rock, wie ihn vor allem Aerosmith zelebrieren.“ Unterm Strich stand die Zuordnung zum Hard Rock.
The International Encyclopedia of Hard Rock and Heavy Metal bezeichnete Moxy als eine der wichtigsten Bands des kanadischen Heavy Metals, die den internationalen Durchbruch jedoch nie geschafft habe.
Martin Popoff schrieb in The Collector’s Guide of Heavy Metal Volume 2: The Eighties in seiner Rezension zu A Tribute to Buzz Shearman, dass die Gruppe ein früher Vertreter des kanadischen Hard Rocks sei. Die Musik sei aggressiv neuartig für die damalige Zeit. In The Collector’s Guide of Heavy Metal Volume 3: The Nineties besprach Popoff Self-Destruction. Das Lied Trouble sei ein einfach gestricktes Rocklied, während die Gruppe in Feed the Fire wie eine verwässerte und harmlosere Version der Buddy Caine Band klinge.

## Diskografie

### Alben
- 1975: Moxy (Album, Polydor)
- 1976: Moxy II (Album, Polydor)
- 1977: Ridin' High (Album, Polydor)
- 1978: Under the Lights (Album, Mercury)
- 2000: Moxy V (Album, Pacemaker Entertainment)
- 2002: Raw (Livealbum, Bullseye Records of Canada)
- 2015: Live in Toronto (Livealbum/=CD2 aus 40 Years … + Bonustrack, Perris Records)

### Singles
- 1974: Can't You See I'm a Star (Single, Yorkville)
- 1975: Fantasy (Single, Polydor)
- 1975: Sail on Sail Away (Single, Polydor)
- 1976: Take It or Leave It (Single, Polydor)
- 1976: Cause There's Another (Single, Polydor)
- 1977: Ridin' High (Single, Polydor)
- 1978: Sing to Me (Single, Polydor)
- 1980: Thinking about You (als Mike Reno & Moxy, Single, AHED)
- 2009: You Can't Stop the Music in Me (Download und limitierte CD-Single einer Aufnahme aus 1981, komponiert von Shearman/Wade, Cyclone Records)